# 퀴스나흐트암리기역
퀴스나흐트 암 리기역(독일어: Bahnhof Küssnacht am Rigi)은 스위스 슈비츠주에 있는 퀴스나흐트 지자체에 있는 기차역이다. 스위스 연방 철도의 표준궤 루체른-이멘제선의 중간 정류장이다.

## 운행편
2020년 12월 시간표 변경에 따라 퀴스나흐트암리기에서 다음 서비스가 정차한다.
- 포어알펜 익스프레스 : 루체른과 장크트갈렌 사이를 매시간 운행한다.
- 루체른 S-반 S3 : 루체른과 브룬넨 사이를 매시간 운행한다.